# Чугач (парк штата)
Чугач (англ. Chugach State Park) — парк штата США, расположенный к востоку от Анкориджа в центральной Аляске.
Территория находится преимущественно в муниципалитете Анкоридж, однако малая часть (север озера Эклунта и окрестности горы Пионер) находится на территории боро Матануска-Суситна.
Парк был образован 6 августа 1970 года указом губернатора Аляски Кейт Миллер для создания мест отдыха, защиты живописных мест вокруг Чугачского массива и обеспечения безопасности водоснабжения Анкориджа. Местность управляется организацией «Государственные парки Аляски».
Это третий по величине парк в Соединённых Штатах, состоящий из разрозненных участков (каждый с собственным обслуживанием). Только парк Анза-Боррего в Калифорнии и парк Вуд-Тикник в западной Аляске крупнее парка Чугач. Охота и рыбалка разрешены в соответствие с нормами Департамента охоты и рыбалки.
Самая высокая точка парка — вершина Бэшфул (англ. Bashful Peak) (2440 метров) Чугачских гор.
Посетители парка могут найти различные виды растений. Леса в основном состоят из сизых елей (Picea glauca), американских берёз (Betula papyrifera), осинообразных тополей (Pópulus tremuloídes), а земля покрыта папоротниками, грибами и дикими цветами, такими как канадский кизил (Cornus canadensis) и узколистный иван-чай (Chamérion angustifólium).

## Озеро Эклутна

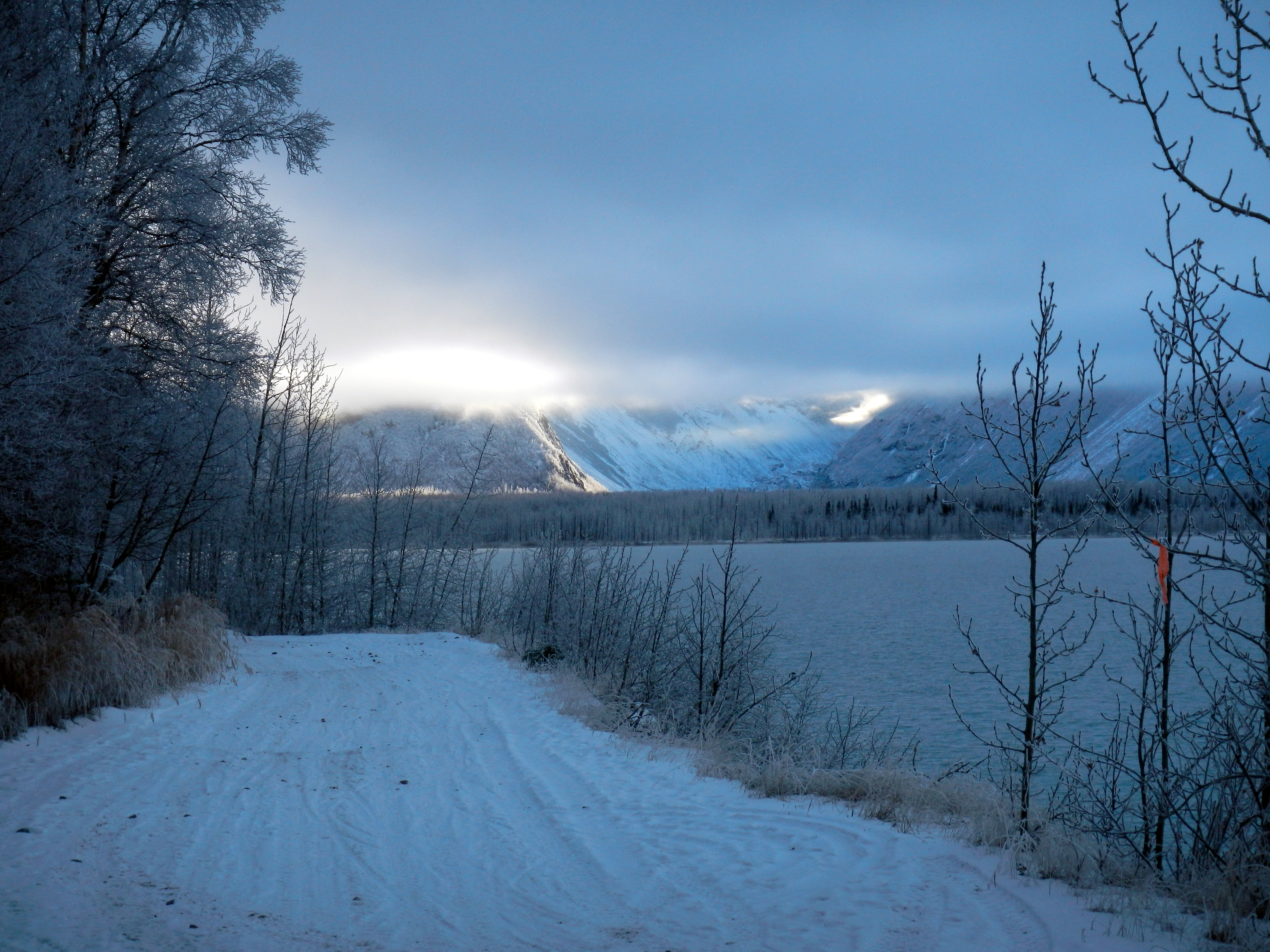
Прибрежная тропа вокруг озера Эклутна

Долина озера Эклутна была сформирована ледником Эклутна. После ухода ледника в долине осталось озеро, окружённое Чугачскими горами. Озеро составляет 7 миль в длину и подпитывается ледником и потоками рек с гор. Озеро Эклутна является важным источником воды для региона. Ежедневно в Муниципалитет Анкориджа доставляется около 30 миллионов галлонов воды, и 80 % из них поступает из озера Эклутна. Первая гидроэлектростанция на озере Эклутна появилась в 1929 году. Сейчас станция на озере обеспечивает около 3 % энергии для региона.

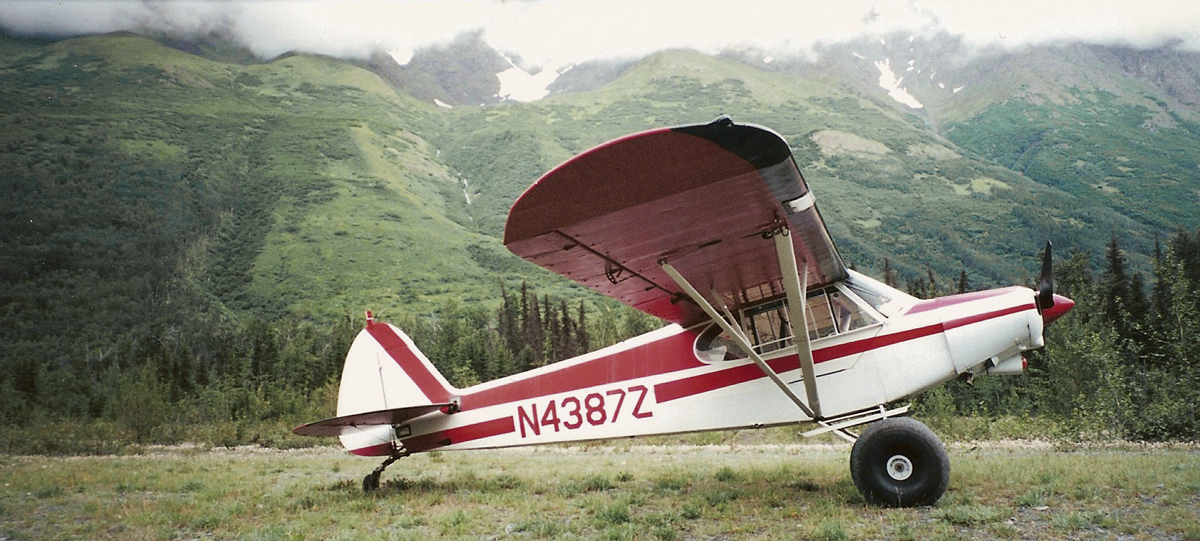
Самолёт оснащён специальными шинами для возможности использования на грунтовом покрытии

Озеро расположено в парке штата Чугач и имеет разработанную рекреационную зону.
Прибрежная тропа тянется на более чем 20 км вдоль озёрных берегов пока не достигает ледниковую тропу Эклутна, ведущую к моренам, расположенных у подножья ледника Эклутна. Летом путешественники добираются сюда пешком, на горных велосипедах, квадроциклах и лошадях мимо озера. В конце тропы есть три хижины аляскинского клуба альпинистов, откуда начинается маршрут, тянущийся через горные массивы на 50 км до Гирдвуда на противоположной стороне парка. В зимнее время туристы используют снегоходы, снегоступы и беговые лыжи согласно регулированию и погодным условиям для перемещения по тому же маршруту.
Поскольку дорожное покрытие весьма старое, зимой распространены собачьи упряжки. На территории расположены два пункта кемпинга и палаточный лагерь летом. Лодки с электрическим двигателем разрешены для использования по озеру Эклутна. Для небольших самолётов доступна взлётно-посадочная полоса на южной стороне озера.

## Река Игл
|  |
|  |

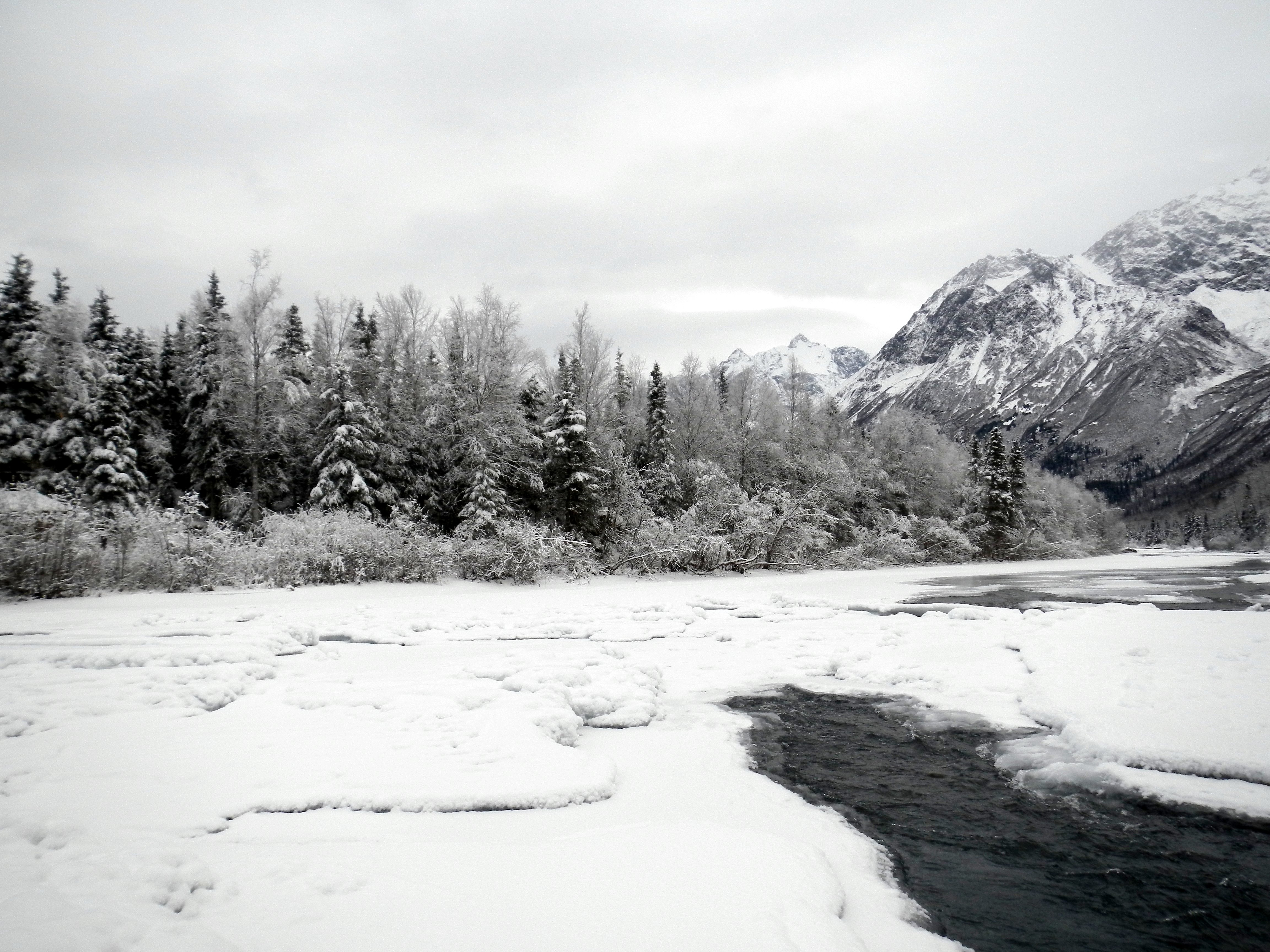
Река Игл зимой

Ещё одной достопримечательностью парка является река Игл. Некоммерческая организация «Природный центр Игл» (Eagle River Nature Center) совместно с администрацией парка собирает и обрабатывает данные о дикой природе и геологических особенностях реки. Бассейна Игл, питаемого ледниками окружающих гор, можно достигнуть, пройдясь по близлежащей тропе «Альберт Луп» (Albert Loop Trail), проходящей на 5 км через смешанные леса.
В сезон, когда медведи выходят к реке для поиска еды и ловли рыбы, тропа закрыта, дабы избежать встречи их с человеком. Кроме того, по тропе можно выйти к местам обитания бобров, а в августе также увидеть, как нерка (Oncorhynchus nerka) и кижуч (Oncorhynchus kisutch) мечут икру. Бурые медведи (Ursus arctos) ловят и питаются лососем в реке Игл неподалёку от бобровых плотин. Также в парке проживают несколько сотен чёрных медведей (Ursus americanus). Это удачное место для гнездования птиц, ареал американской оляпки (Cinclus mexicanus), виргинского филина (Bubo virginianus) и мохноногого сыча (Aegolius funereus).
Посетители могут арендовать юрту на реке, чтобы насладиться природой парковой зоны. Также летом доступен палаточный лагерь.
Историческая аляскинская тропа Идитарод (Воронья Тропа) также проходит через центр государственного парка. Этот популярный маршрут длиной 45 км соединяет реку Игл с Гилдвудом близ Анкориджа, проходя через гору Чугач. Он даёт возможность увидеть нетронутые человеком места обитания дикой флоры и фауны. Уже в самом начале пути туристы могут наблюдать снежных коз (Oreamnos americanus) и тонкорогого барана (Ovis dalli). Седой сурок (Marmota caligata) живёт на высокогорных лугах. Эти пушистые зверьки находятся в спячке с середины сентября и до конца апреля. Их можно узнать летом по специфическим звукам. Козы и бараны вместе с потомством пасутся на склонах выше тропы поздней весной и летом.
|                                                |  |  |
| Слева направо: лось, снежная коза, Баран Далла |  |  |

## Склоны холмов
Горная система троп (Hillside Trail System) располагается всего в 20 минутах езды от центра Анкориджа. Частный трансфер Flattop Mountain Shuttle обеспечивает переезд между деловой частью города и началом пути «Глен Альпс» (Glen Alps Trailhead). Прогулка на колясках от начала «Глен Альпс» приводит к зоне отдыха и смотровой площадке с видом на город и награждает терпеливых посетителей видом Залива Кука и Аляскинского хребта на расстоянии 129 км от этого места. «Глен Альпс» также является основным маршрутом к горе Флаттоп. Зимой на некоторых тропах возможны сходы лавин. Альпинистам следует осведомляться о предупреждениях в регионе.
Хотя лоси могут появляться на многих тропах в парке, наиболее вероятным местом встречи с ними будет маршрут «Глен Альпс» ранней зимой. Несколько раз их видели на востоке долины Кэмпбелл Грик. Волки (Canis lupus) и рыси (Lynx canadensis) встречаются реже. Из птиц замечены белая куропатка (Lagopus lagopus), тундряная куропатка (Lagopus muta), белохвостая куропатка (Lagopus leucura). Часта полёвка (Microtus miurus).

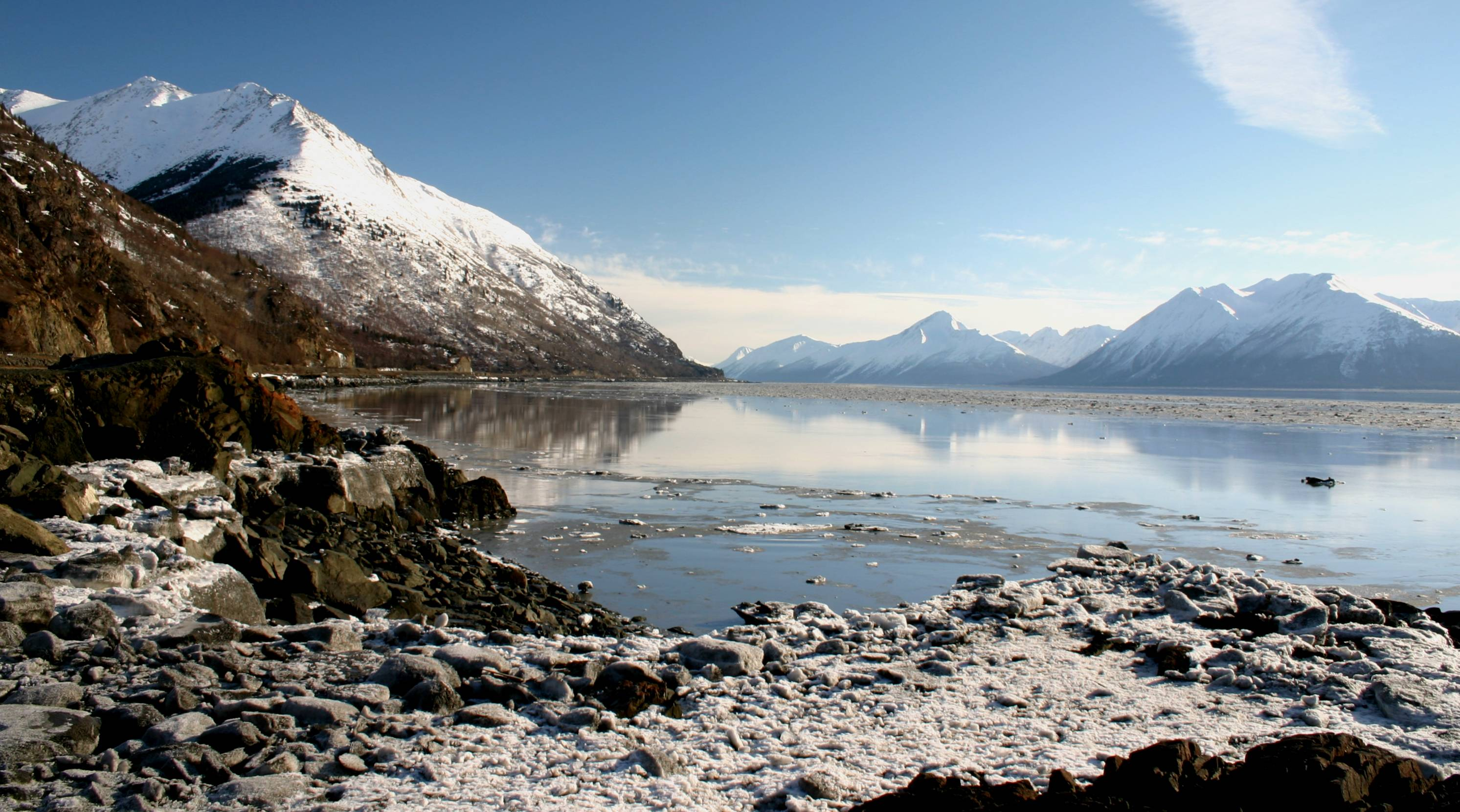
Панорама с позиции Белуга, Чугач
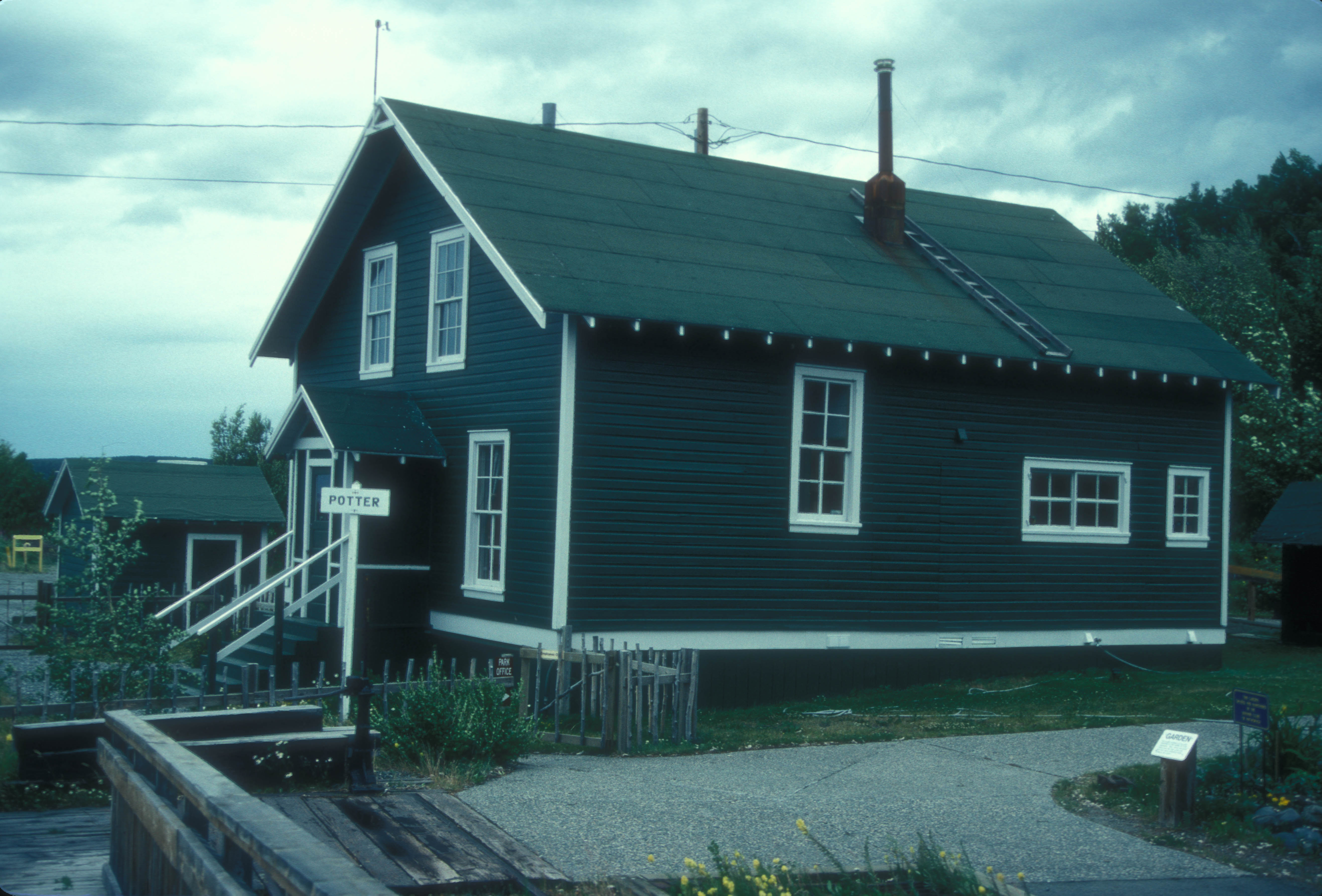
Штаб-квартира администрации парка
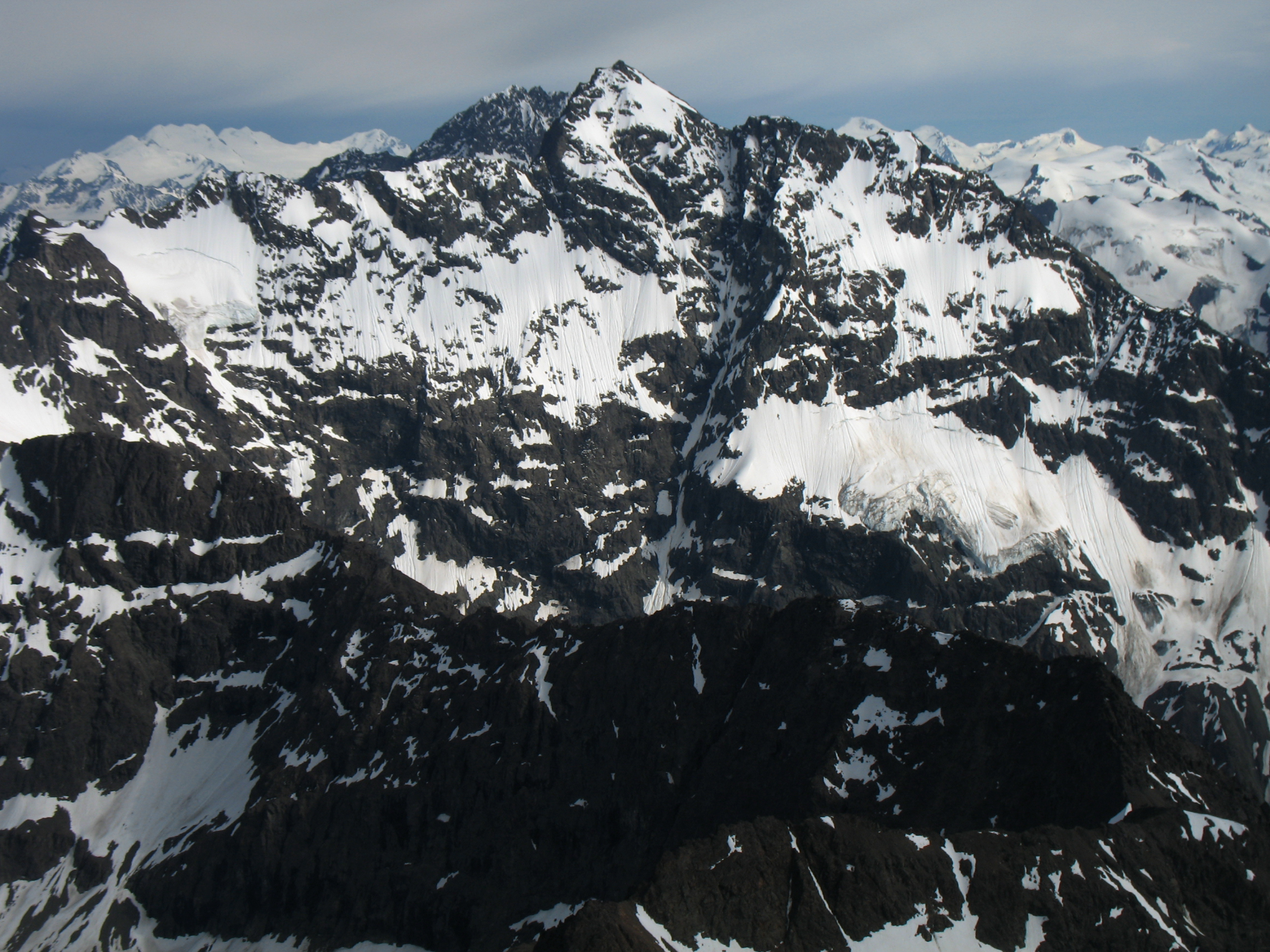
Пик Бэшфул, высотой 2 440 метров. Наивысшая точка парка